# Benjamin Smith (homme d'affaires)
Pour les articles homonymes, voir Benjamin Smith et Smith.
Benjamin Smith, né le 27 août 1971, est un chef d’entreprise canadien dans l’aviation. Depuis 2018, il est le directeur général d'Air France-KLM. Il est également président du conseil d'administration d'Air France et du conseil de surveillance de Transavia France. Avant d’occuper ces fonctions, il était président compagnies aériennes et directeur des opérations chez Air Canada.

## Biographie
Benjamin Smith est né le 27 août 1971 au Royaume-Uni.
Il est titulaire d’une licence d’économie à l'Université de Western Ontario. Il vit à Paris avec sa famille.

## Carrière dans l'aviation
Passionné d'aviation, il commence sa carrière, parallèlement à ses études, en 1990. Il est agent d'escale de vente et service chez Air Ontario, une compagnie régionale filiale d'Air Canada et y intègre un syndicat. En 1992, il quitte la compagnie aérienne pour créer une agence de voyages d'affaires, qu'il dirige pendant huit ans.

### Air Canada
En 1999, il travaille comme consultant avant de retourner chez Air Canada. En tant que directeur général d'Air Canada Tango, son rôle consiste à élaborer un plan d'affaires visant à réduire les coûts d'exploitation et à expérimenter un nouveau modèle d'entreprise, avec le transfert de 21 avions d'Air Canada. En 2001, Tango introduit un nouveau modèle commercial : la filiale offre un mélange de produits et de services traditionnels et à bas prix, qui s'avère être un succès.
En 2004, le modèle Tango est déployé sur l’ensemble du réseau nord-américain. Les activités de Tango sont absorbées par Air Canada, la marque Tango restant le tarif de base de la compagnie, dans le cadre du nouveau modèle commercial développé au sein de Tango. Par la suite, Benjamin Smith est nommé directeur de la planification du réseau d'Air Canada.
En 2007, Benjamin Smith rejoint la direction exécutive d'Air Canada en tant que directeur général adjoint chargé du commercial. Il y est responsable de la planification du réseau, de la gestion des revenus, du marketing (y compris la gestion de la marque, l'expérience client et le programme de fidélité), du fret, des alliances et des ventes mondiales. Il est considéré comme l'« architecte de la stratégie commerciale d'Air Canada ». Cette stratégie conduit au développement des trois hubs mondiaux de Toronto, Montréal et Vancouver. De plus, Benjamin Smith a contribué à la transformation de la compagnie, notamment par l'achat d'une nouvelle flotte d'avions gros porteurs et monocouloirs. Globalement, il a dirigé l'expansion du réseau mondial de la compagnie, lui permettant de desservir plus de 200 destinations sur six continents avec une flotte de 350 avions.
En 2013, Benjamin Smith lance la compagnie à bas coût Air Canada Rouge.
En 2014, il mène des négociations syndicales avec le personnel navigant d'Air Canada, aboutissant à des accords historiques de 10 ans. La même année, chez Air Canada, il est nommé président compagnies aériennes (Air Canada, Rouge, Express et Cargo) et directeur des opérations.
Sous son mandat, la rentabilité de la société a été multipliée par plus de 20 et Air Canada a été élue meilleure compagnie aérienne en Amérique du Nord à sept reprises par Skytrax.

### Air France-KLM
Le 16 août 2018, le conseil d’administration d'Air France-KLM désigne Benjamin Smith comme nouveau dirigeant du groupe de compagnies aériennes. Il est le premier directeur général non français de l'histoire de l'entreprise.
En quelques mois, Benjamin Smith parvient à stabiliser la situation sociale d'Air France après des années de conflits internes. Il supervise également le renouvellement de la flotte à l’échelle du groupe, avec le retrait des Airbus A380, Boeing 747 et Airbus A340 d'Air France et de KLM, remplacés par des Airbus A350 et des Boeing 787.
En 2019, un accord avec le syndicat des pilotes d'Air France lève les restrictions géographiques et de taille de flotte auparavant imposées en France à la filiale low-cost du groupe, Transavia. Une importante commande d'Airbus A320 neo est par la suite contractée pour accompagner la stratégie de croissance.
Benjamin Smith traverse avec succès la crise de la Covid-19. Des milliards d'euros de prêts de stabilisation directs et garantis par les États français et néerlandais sont engagés pour assurer la survie du groupe. Ces prêts sont conditionnés à des impératifs de performance de l’entreprise et de rémunération de ses dirigeants, tels que l'absence de versement de la partie variable, qui représente plus de 75 % pour Benjamin Smith. Ces prêts sont entièrement remboursés.
Benjamin Smith nomme de nouvelles directrices générales dans les deux principales filiales du groupe.
Le 31 mars 2022, le conseil d’administration d’Air France-KLM renouvelle son mandat de directeur général du Groupe pour une durée supplémentaire de cinq années.

### WestJet
Le 6 septembre 2023, WestJet nomme Benjamin Smith en tant que vice-président non exécutif du conseil d'administration.

## Décoration
- Chevalier de la Légion d'honneur (2023)[18]